# بادبر (مزايجان)
بادبر (بالفارسية: بادبر) هي قرية تقع في إيران في قسم مزایجان الريفي. يقدر عدد سكانها بـ 570 نسمة .

## انظر أيضاً

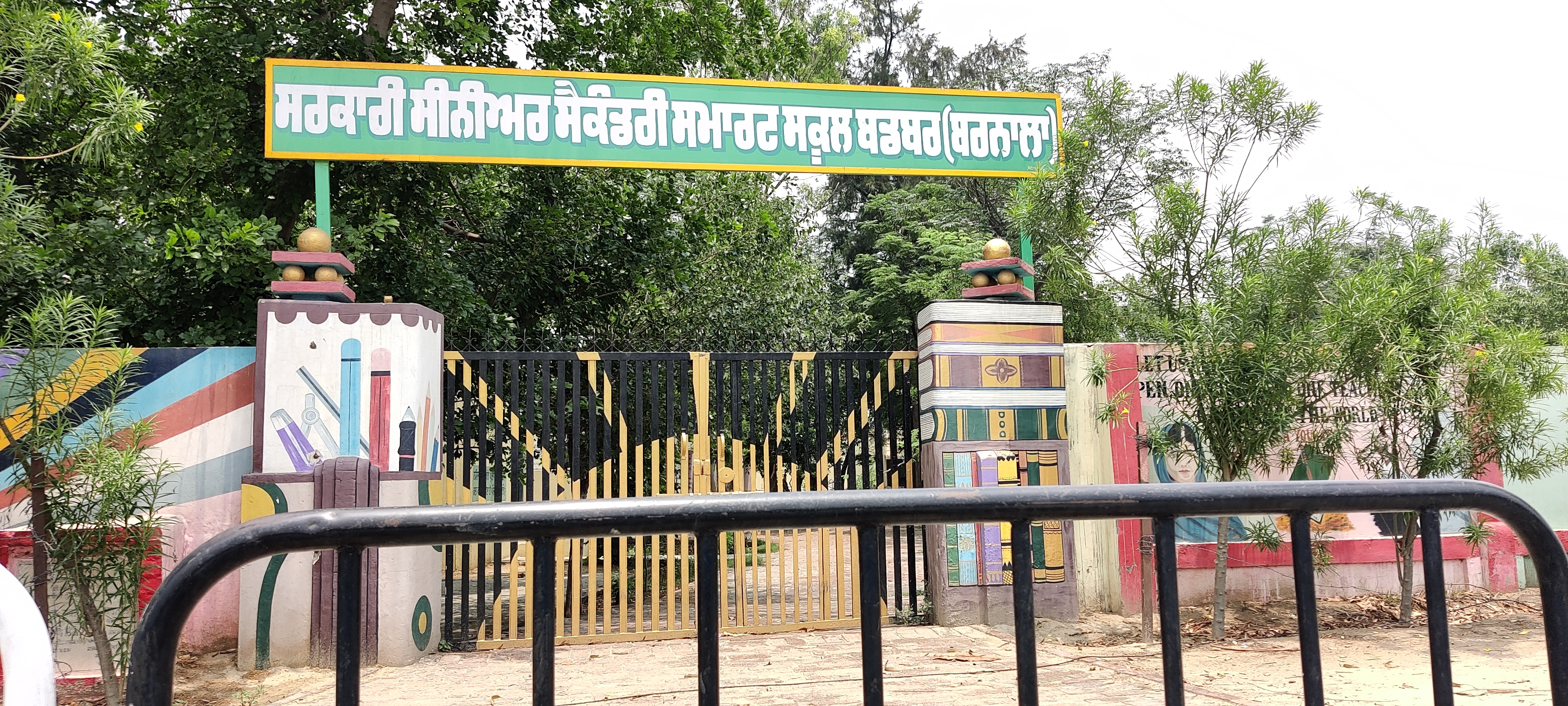
Entrance of Govt. Senior Secondary School Badbar (Barnala)